# Phyllodromica acuminata
Phyllodromica acuminata es una especie de cucaracha del género Phyllodromica, familia Ectobiidae. Fue descrita científicamente por acuminata Bohn en 1999.
Habita en España.